# Mănicești, Argeș
Mănicești este un sat în comuna Băiculești din județul Argeș, Muntenia, România. Este situat în partea central-vestică a județului, în Dealurile Argeșului, pe malul stâng al Argeșului.